# Moselhunsrück
Der Moselhunsrück ist der nördliche an die Mosel grenzende Teil des Hunsrücks in Rheinland-Pfalz. Er stellt das Übergangsgebiet zwischen der Hunsrückhochfläche und dem Moseltal dar.

## Geographie
Der Moselhunsrück ist eine naturräumliche Untereinheit des Hunsrücks. Der allgemeinen Südwest-Nordost Streichrichtung des Gebirges folgend, bildet er einen 479 km2 umfassenden unregelmäßigen Streifen von fast 60 km Länge entlang des ebenso ausgerichteten Mittleren Moseltals im Westen und der Hunsrückhochfläche im Osten und Süden. Im Norden, in der Nähe von Koblenz grenzt er an das Mittelrheingebiet und den Rheinhunsrück.
Die weitere Untergliederung des Naturraum Moselhunsrück erfolgt von Süden nach Norden in Haardtwald, Südwestlicher Moselhunsrück, Grendericher Riedelland und Nordöstlicher Moselhunsrück. Die höchste Erhebung ist mit 658,5 m der Haardtkopf im Haardtwald.
Die Berge dieser Region sind nicht durch Hebung einzelner Massen aus einer tiefgelegenen Ebene entstanden, sondern durch Tiefenerosion die in eine zusammenhängende Gebirgsmasse Täler und Schluchten eingeschnittenen hat. Die vorherrschenden Gesteine sind Tonschiefer und Grauwacke aus dem Unterdevon die Wasser gegenüber relativ wenig widerstandsfähig sind.